# リマール

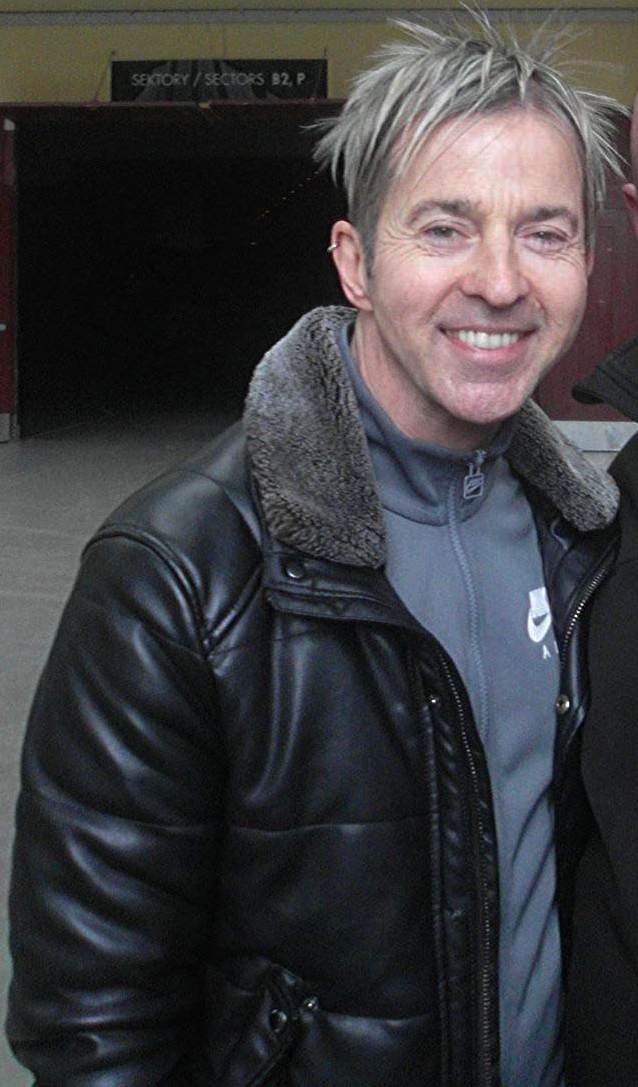
リマール

リマール（Limahl）ことクリストファー・ハミル（Christopher Hamill、1958年12月19日 - ）は、イングランドのポップ歌手。元カジャグーグーのボーカル。
1984年の映画『ネバーエンディング・ストーリー』の主題歌で大ヒットした。ランカシャー・ウィガン出身。
「リマール」と言う芸名は、本名であるハミル（Hamill）からのアナグラムが由来。

## ディスコグラフィ

### スタジオ・アルバム
- 『ドント・サポーズ』 - Don't Suppose (1984年)
- 『カラー・オール・マイ・デイズ』 - Colour All My Days (1986年)
- 『ラヴ・イズ・ブラインド - 愛の行方』 - Love Is Blind (1992年)

### シングル
- "Angel" (1980年) ※Chris Hamill名義
- "It's Christmas" (1980年) ※Chris Hamill名義
- 「オンリー・フォー・ラヴ」 - "Only for Love" (1983年)
- 「TOO MUCH トラブル」 - "Too Much Trouble" (1984年)
- 「ネバーエンディング・ストーリーのテーマ」 - "THE NEVER ENDING STORY" (1984年)
- "Tar Beach" (1985年)
- 「瞳ときめいて」 - "Love in Your Eyes" (1986年)
- "Inside to Outside" (1986年)
- "Colour All My Days" (1986年)
- "No Lo Pienses Más" (1986年)
- "Don't Send For Me" (1986年)
- 「ストップ」 - "Stop" (1992年) ※Bassline feat. Limahl名義
- "Maybe This Time" (1992年) ※Bassline feat. Limahl名義
- "Too Shy '92" (1992年)
- 「ラブ・イズ・ブラインド -愛の行方-」 - "Love Is Blind" (1992年)
- "Walking in Rhythm" (1996年) ※Shy Guy feat. Limahl名義
- "Don't Go Breaking My Heart" (2004年) ※with Dynelle
- "Too Shy" (2006年) ※Limahl vs. Julien Créance名義
- "Tell Me Why" (2006年)
- "1983" (2012年)
- "London for Christmas"[1] (2012年)